# 鄒霶
鄒霶（1444年—？），字濟時，江西臨江府新喻縣人，民籍。明朝政治人物。進士出身。

## 生平
江西鄉試第二十九名。成化五年（1469年）乙丑科會試第八十六名，殿試登進士第三甲第五十一名。

## 家族
曾祖父鄒子奉。祖父鄒同軌。父亲鄒魯廉。